# Francesco Bonesana
Francesco Bonesana (Milano, 27 maggio 1649 – Balerna, 21 dicembre 1709) è stato un vescovo cattolico italiano.
Appartenente all'Ordine dei teatini, fu vescovo di Caiazzo dal 24 marzo 1692 fino al 14 novembre 1695 quando divenne vescovo di Como fino alla morte avvenuta nel 1709.

## Genealogia episcopale
La genealogia episcopale è:
- Arcivescovo Dominic Maguire, O.P.
- Cardinale Ferdinando d'Adda
- Vescovo Francesco Bonesana, C.R.